# Alfred Vallette
Pour les articles homonymes, voir Valette.
Alfred Vallette, né le 31 juillet 1858 à Paris où il meurt le 28 septembre 1935, est un homme de lettres et éditeur français, refondateur de la revue du Mercure de France et de la maison du même nom, avec Rachilde.

## Biographie
Né au 26 rue Bleue à Paris, Alfred est le fils de Marcelin Étienne Vallette, employé, et de Marie Virginie Lemeunier.
En 1889, il épouse Rachilde ; le couple a une fille.[réf. nécessaire]
Auteur de deux romans, Alfred Vallette est le fondateur du nouveau Mercure de France, une revue littéraire, à laquelle s'ajoute ensuite une maison d'édition, nommée d'abord édition du Mercure de France, qu'il dirige avec sa femme, la romancière Rachilde, de 1890 à 1935. Il participe à un cercle littéraire qui réunit quelques amis, dont Antony Mars, Albert Samain, Charles Guérin et Victor Forbin, dans une arrière-boutique de la rue Monsieur-le-Prince.
Il confie d'importantes missions littéraires à Adolphe van Bever et Paul Léautaud, ainsi qu'à Rémy de Gourmont. Le jeune Alfred Jarry fréquente son « phalanstère » situé à Corbeil, près de la Seine, où les dimanches sont le lieu de repas entre gens de lettres.
Alfred Vallette a publié au Mercure de France les traductions de Ruskin par Marcel Proust (La Bible d'Amiens et Sésame et les lys), mais il refusa de publier Contre Sainte-Beuve et, semble-t-il, en 1913, Du côté de chez Swann, à l'instar des éditions de La Nouvelle Revue française, de Fasquelle, Ollendorff, et même Grasset qui n'a consenti à le publier qu'à compte d'auteur.

## Écrits
- À l'écart, avec Raoul Minhar, Paris, Perrin, 1891 ; réédition chez Honoré Champion, 2004.
- La Vie grise. Le Vierge, Paris, Tresse et Stock, 1891 — Texte en ligne.
- Le Roman d'un homme sérieux : Alfred Vallette à Rachilde, 1885-1889, Mercure de France, Paris, 1943. Réédition (préface : Édith Silve), Mercure de France, 1994.
- Lettres à André-Ferdinand Hérold, 1891-1935, et quelques-unes à son épouse, avant-propos et notes par Claire Lesage, Philippe Oriol, Christian Soulignac, Paris, Éditions du Fourneau, 1992.
- In perpetuum, roman inédit, Paris, Éditions du Fourneau, 1992.